# Muhammed Kiprit
Muhammed Enes Kiprit (* 9. Juli 1999 in Berlin) ist ein türkisch-deutscher Fußballspieler. Der Stürmer stand in Deutschland zuletzt beim 1. FC Kaiserslautern unter Vertrag, anschließend beim türkischen Zweitligisten Manisa FK. Im Februar 2024 unterschrieb er einen Vertrag bei Şanlıurfaspor bis Saisonende.

## Karriere

### Verein
Kiprit begann seine Karriere bei Füchse Berlin Reinickendorf. Zur Saison 2014/15 wechselte er in die Jugend von Tennis Borussia Berlin. Im April 2015 spielte er gegen Werder Bremen erstmals für die B-Jugend (U17) von TeBe in der B-Junioren-Bundesliga.
Zur Saison 2015/16 wechselte er zu den B1-Junioren (U17) von Hertha BSC. Insgesamt erzielte Kiprit in jener Saison in 25 Spielen 19 Tore für die U17 der Berliner in der B-Junioren-Bundesliga. Zur Saison 2016/17 rückte er in den Kader der A-Junioren (U19) auf. In seiner ersten Saison bei der U19 absolvierte er 25 Spiele in der A-Junioren-Bundesliga und erzielte dabei 19 Tore. In der Saison 2017/18, seiner letzten Spielzeit bei den Junioren, erzielte er in 26 Spielen 23 Tore und wurde Torschützenkönig. Mit den A-Junioren wurde er in jener Saison deutscher Meister. Zudem kam der Stürmer im August 2017 einmal in der zweiten Mannschaft in der viertklassigen Regionalliga Nordost zum Einsatz.
Zur Saison 2018/19 erhielt Kiprit einen Profivertrag und rückte in den Profikader auf. Zunächst kam er allerdings für die Regionalligamannschaft der Berliner zum Einsatz. Mit der U19-Mannschaft der Hertha nahm er in jener Saison auch an der UEFA Youth League teil, in der er noch spielberechtigt war. Nachdem er in der Hinrunde zu keinem einzigen Einsatz für die Profis gekommen war, wurde der Stürmer im Februar 2019 an den österreichischen Bundesligisten FC Wacker Innsbruck verliehen. Er kam auf 5 Ligaeinsätze (2-mal von Beginn) ohne Torerfolg und musste mit Wacker aus der Bundesliga absteigen.
Anschließend kehrte der Türke zur Saison 2019/20 zu Hertha zurück. Während der Sommervorbereitung wurde Kiprit vom Cheftrainer Ante Čović aussortiert und in die zweite Mannschaft versetzt. Dort erzielte er bis zur Saisonunterbrechung, die durch die COVID-19-Pandemie nötig geworden war, in 21 Regionalligaspielen 16 Tore. Im April 2020 kehrte Kiprit unter dem neuen Cheftrainer Bruno Labbadia in den Profikader zurück. Er schaffte es bis zum Saisonende jedoch in keinem Spiel in den Spieltagskader.
In der Saison 2020/21 folgten weitere drei Tore für die Regionalligamannschaft bei fünf Einsätzen, ehe Kiprit im September 2020 zum Drittligisten KFC Uerdingen 05 wechselte, bei dem er einen bis Juni 2022 laufenden Vertrag erhielt. Dort etablierte sich der Stürmer als Stammspieler und kam 36-mal in der Liga zum Einsatz, wobei er 21-mal in der Startelf stand. Mit 9 Saisontoren war Kiprit der beste Torschütze seiner Mannschaft, die auf dem 16. Platz den sportlichen Klassenerhalt erreichte. Aufgrund einer Insolvenz konnte der KFC jedoch nicht mehr für die 3. Liga melden, woraufhin er den Verein verließ.
Kiprit verblieb in der 3. Liga und schloss sich zur Saison 2021/22 dem 1. FC Kaiserslautern an. Dort konnte er sich nicht durchsetzen. Während er in seiner ersten Saison häufig eingewechselt wurde, kam er in der zweiten Saison – der FCK war zwischenzeitlich in die 2. Bundesliga aufgestiegen – gar nicht mehr zum Einsatz. Sein auslaufender Vertrag wurde nicht verlängert.
Mitte September 2023 vermeldete der türkische Zweitligist Manisa FK die Verpflichtung von Muhammed Kiprit.

### Nationalmannschaft
Der gebürtige Deutsche Kiprit debütierte im September 2016 gegen Italien für die türkische U19-Auswahl. Nach insgesamt zwei Einsätzen für diese kam er im April 2018 gegen Dänemark zu seinem einzigen Einsatz für die deutsche U19-Mannschaft.
Nach einem Einsatz für sein Geburtsland kam er wieder für die Türkei zum Einsatz und debütierte im November 2018 gegen Schottland für die U21-Mannschaft. In jenem Spiel, das die Türken 2:0 gewannen, erzielte er auch seinen ersten Treffer für eine türkische Auswahl.